# Harri Tapper

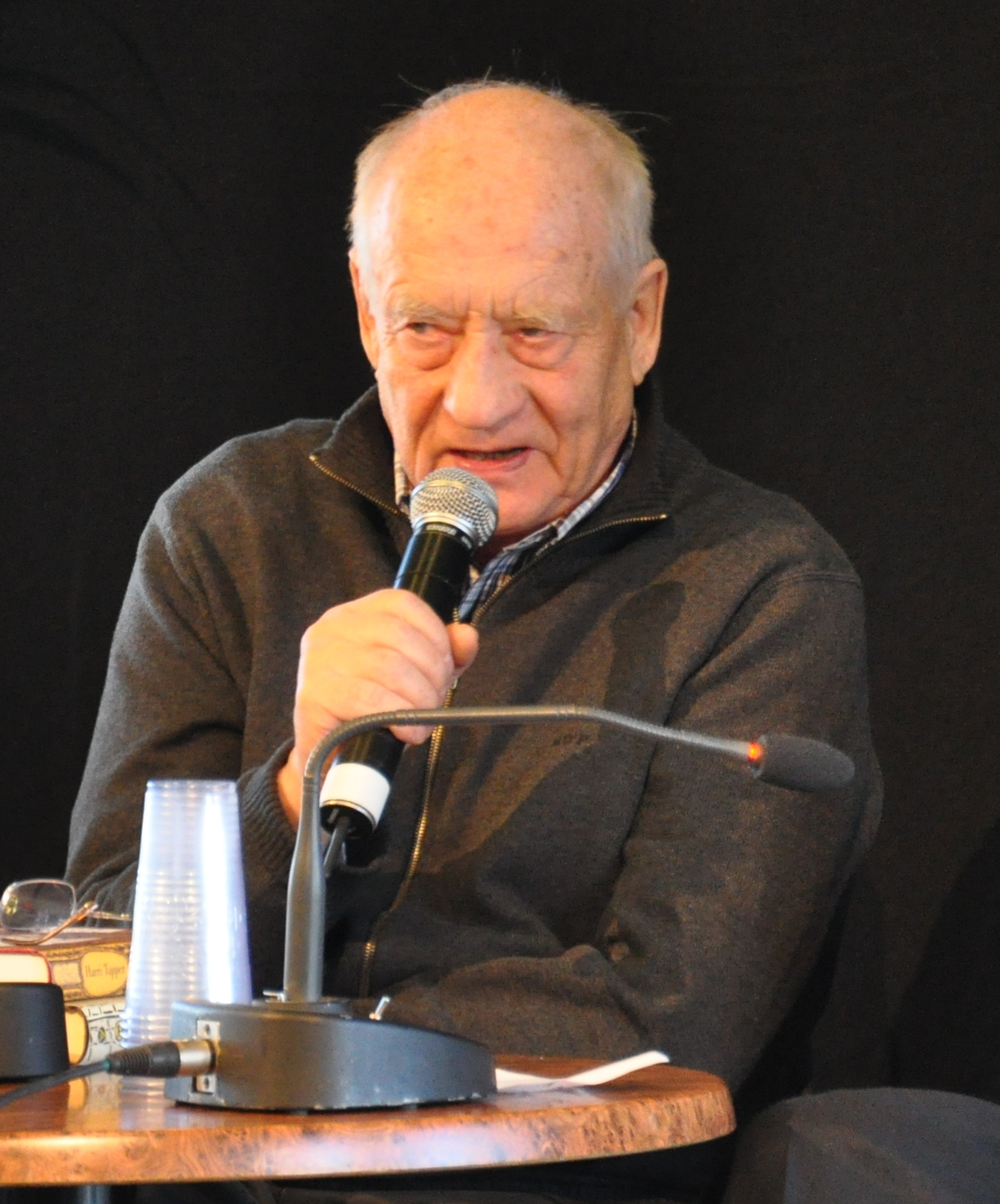
Harri Tapper

Harri Tapper, född 28 mars 1929 i Saarijärvi, död 23 december 2012 i Jyväskylä, var en finländsk författare och pedagog. Han var bror till författaren Marko Tapio och till skulptören Kain Tapper.
Tapper var verksam som folk- och grundskolelärare 1955–1985. Han debuterade 1967 men först i början av 1990-talet slog han igenom med en rad prosaverk och diktsamlingar, präglade av en personlig ton. I trilogin Näin syntyvät revontulet (1990), Kerrothan, oi koivu (1993) och Tulva (1995) skildrade Tapper sin uppväxtmiljö i en familj där många av barnen blev konstnärer. Humor, ironi och ett dialektalt färgat språk var viktiga beståndsdelar i hans författarskap, som fortsatt i Pitkäsuisten suku (2002), Unhola (2003) och det stora släkteposet Tanssi puupalttoossa (2006). I sina diktsamlingar, bland annat Emuu (1992) och Maan kajoa kuussa (1996), inspirerades han ofta av uråldriga myter med rötter i ett österländskt tänkande.

## Priser och utmärkelser
- 1963 – Kalevi Jäntti-priset[2]
- 2001 – Pro Finlandia-medaljen[3]